# Khaled Khalifa
Pour les articles homonymes, voir Khalifa.
Khaled Khalifa (arabe : خالد خليفة), né le 1er janvier 1964 à Alep et mort à Damas le 30 septembre 2023, est un écrivain syrien. 
Certaines de ses œuvres, critiques du gouvernement syrien sous le règne baasiste sont interdites par le régime syrien, bien que son travail n'ait de visée qu'artistique et non politique, selon lui,,.

## Biographie
Originaire d'Alep, Khaled Khalifa vivait à Damas. 
Il soutient le soulèvement populaire révolutionnaire en 2011 des manifestants qui appellent à la liberté et appelle le régime à faire cesser le « bain de sang » répressif. En 2012, alors qu'il participe à un cortège funèbre pour le musicien Rabi’ Al Ghazi, il est arrêté par le régime, et relâché le lendemain, la main brisée,.
Il décide toutefois de rester en Syrie pendant la guerre. Il décrit la désertification de Damas en 2017, où les rues se sont dépeuplées, et où les téléphones sonnent désormais dans le vide, mais il voit dans l'unique alternative à son choix, l'exil, une forme de dépersonnalisation, liée à la perte des sensations familières. Il observe que ses proches exilés n'ont pas réussi à construire une nouvelle identité et se dit «horrifié» par les images de « fascistes » des pays d'accueil « menaçant les réfugiés et par les affiches les insultant ».
Ses trois romans lui ont valu une grande renommée en Syrie ; L'Eloge de la haine a été traduit dans plusieurs langues et Pas de couteaux dans les cuisines de cette ville a reçu une récompense égyptienne prestigieuse, le prix Naguib Mahfouz.
Il a écrit plusieurs scénarios de films. 
Il a lancé la revue culturelle Aleph.
Il meurt le 30 septembre 2023.

## Eloge de la haine
Le livre (traduit en français) est centré sur la jeunesse syrienne des années 1980, «prise en tenaille entre l’islamisme radical et le despotisme militaire». La narratrice du roman est une jeune Syrienne issue d'une famille conservatrice et bourgeoise d’Alep ; son milieu d'origine a participé au mouvement de contestation islamiste en plein essor dans les années 1980. Cette période est cruciale selon Khaled Khalifa qui explique dans un entretien que  «la vie en Syrie s’est figée depuis la fin des années 1980», du fait du conflit extrêmement violent mettant aux prises le régime militaire de Hafez el Assad et les contestataires islamistes. La répression sanglante des mouvements islamistes par l'armée syrienne a conduit, après le massacre de 25 000 Syriens, à l'instauration d'une dictature particulièrement inhumaine et brutale.
La narratrice adolescente perçoit le sentiment de révolte des civils confrontés aux membres tout-puissants du régime de Hafez el Assad, et le basculement d'une partie de la population du côté des religieux qui seuls, osent dénoncer les abus de pouvoir des militaires. La narratrice aussi est séduite «le discours de la pureté et de la haine» tenu par les islamistes.
Le roman a été nommé pour le Prix international du roman arabe en 2008.

## Œuvres
- Éloge de la haine [« Madīḥ al-karāhiyyaẗ »], trad. de Rania Samara, Arles, France, Sindbad/Actes Sud, coll. « La bibliothèque arabe. Les littératures contemporaines », 2011, 325 p.  (ISBN 978-2-7427-9517-8)[10]
- Pas de couteaux dans les cuisines de cette ville [« La sakakin fi matabikh hadhihi al-madina »], trad. de Rania Samara, Arles, France, Sindbad/Actes Sud, coll. « La bibliothèque arabe. Les littératures contemporaines », 2015, 240 p.  (ISBN 978-2-330-04876-1)

- Prix Naguib Mahfouz 2013,
- La Mort est une corvée, Actes Sud, 209 p. (ISBN 2330097131).